# Huỳnh Trí Văn
Huỳnh Trí Văn - Mandy Wong - 黃智雯 (sinh ngày 21 tháng 12 năm 1982 thuộc chòm sao Nhân Mã) là một diễn viên truyền hình Hong Kong. Huỳnh Trí Văn bắt đầu sự nghiệp truyền hình và diễn xuất của mình với việc tham gia cuộc thi sắc đẹp Hoa hậu Hồng Kông 2007 (Miss HongKong 2007), cô lọt vào top 5 chung cuộc. Cô gia nhập TVB cùng năm đó và theo học lớp diễn xuất của TVB, tốt nghiệp năm 2008. Văn ra mắt lần đầu tiên với vai cameo trong sitcom Quan Hệ Đồng Nghiệp 2007 của TVB. Cô sau đó được công nhận nhờ vai Trịnh Tiếu Văn (Cheng Siu Man) trong bộ phim tình cảm lãng mạn Suspects in Love 2010 (Sưu Hạ Lưu Tình - Giữ Lại Tình Yêu), và được biết đến nhiều hơn nhờ diễn xuất trong bộ phim truyền hình Nam Nữ Chọn Nhà (Quyết Trạch Nam Nữ) 2012
Năm 2018, cô đã nhận được sự hoan nghênh cho vai diễn trong Ba Người Phụ Nữ Một Nguyên Nhân (Tìm Lại Chính Mình), Văn vào vai Evie Fong (Phương Dĩ Nhân), một nữ luật sư mắc chứng rối loạn nhận dạng phân ly (đa nhân cách), cùng với hai nhân cách thay thế khác là Pina Colada và Sầu Phách Phách. Bằng vai diễn trong Ba Người Phụ Nữ Một Nguyên Nhân, cô đã được vinh danh cho giải Thị Hậu hai khu vực: Singapore và Malaysia tại Lễ Khánh Đài TVB lần thứ 51 (năm 2018), và đặc biệt được vinh danh là Thị Hậu Dân Bầu.

## Cuộc đời
Sinh ra ở Hồng Kông, Huỳnh Trí Văn được nuôi dưỡng trong một gia đình đơn thân. Cô lớn lên ở Cửu Long, trước đây cô từng theo học tại trường Cognitio (Cửu Long). Năm 2002, cô lấy được văn bằng về vũ đạo, sau đó cô tiếp tục lấy được văn bằng về hý kịch tại Học Viện Diễn Nghệ HongKong (HongKong Academy for Performing Arts). Cùng năm đó, cô tham gia "Miss Hong Kong Pageant 2007" và lọt vào top 5 chung cuộc.
Văn có một chị gái, Cathy Wong, là giáo viên tiếng Anh tại Trung tâm Giáo dục King Glory, hiện đang điều hành một trung tâm giáo dục tiếng Anh cùng với chồng (UP to U Education). Mẹ cô là chủ một cửa hàng mỹ phẩm ở Wan Chai (Promising Cosmetics).
Cô là thành viên của nhóm Hồ Thuyết Bát Đạo (Nonsense Club) - một trong những hội chị em thân thiết nhất TVB. Thành viên của nhóm này gồm: Myolie Hồ Hạnh Nhi, Paisley Hồ Bội Úy, Nancy Hồ Định Hân, Mandy Huỳnh Trí Văn, Elaine Diêu Tử Linh và Selena Lý Thi Hoa. Cả sáu người đều có cùng sở thích và rất hiểu ý nhau, thường xuyên động viên, khích lệ nhau.
Cô còn là thành viên của team Crazy Runner, nhóm này gồm các cô gái của hội Hồ Thuyết Bát Đạo, cùng với Viên Vỹ Hào, Trần Sơn Thông, Hồ Nặc Ngôn và Tạ Đông Mẫn. Crazy Runner có một chương trình của TVB là Shall We Run - Nhất Khởi Bào Qua Đích Nhật Tử (一起跑過的日子), trong chương trình này quay tài liệu về hành trình chạy bộ của các thành viên.
Cô quen với Hồ Hồng Quân và Hà Viễn Đông trong quá trình quay bộ phim truyền hình "Hàng Ma Đích", và thành lập "降魔的偷跳小隊 - Tiểu Đội Bắt Ma (tạm dịch)"
Ngoài ra, cô còn một người bạn thân cùng ngành nữa tên là Candice Triệu Hy Lạc. Cả hai đều sinh cùng tháng cùng năm (Trí Văn sinh ngày 21.12.1982, Hy Lạc sinh ngày 04.12.1982), cùng tham gia Miss Hongkong 2007, học cùng một khóa đào tạo của TVB và ra mắt khán giả cùng lúc với nhau, hai người cũng đóng chung rất nhiều phim. Họ rất hiểu ý nhau, đôi lúc không cần nói ra cũng biết trước người còn lại đang muốn nói gì.
Vào giữa tháng 3 năm 2023, Huỳnh Trí Văn cùng gia đình mở cửa hàng trực tuyến "MAJOR C", chủ yếu bán thời trang Nhật - Hàn.
Trí Văn là một trong số ít nữ nghệ sĩ hiếm khi vướng scandal trong làng giải trí. Chồng cô là Anthony Chiêm Văn Thiên (Anthony), một người ngoài ngành. Hai người bắt đầu hẹn hò vào năm 2012, lựa chọn phương thức kết hôn du lịch ở New Zealand vào đầu năm 2023, sau khi cả hai hoàn tất mọi nghi thức kết hôn, Huỳnh Trí Văn tuyên bố kết hôn trên mạng xã hội vào ngày 5 tháng 10 cùng năm.

## Trình độ học vấn - trường cũ
Từng học ở Trường tiểu học SKH Kei Tak (SKH Kei Tak Primary School)
Đại Học - Cao đẳng Văn hóa Nghệ thuật (Cognitio College)
Văn bằng Nghệ thuật biểu diễn, chuyên ngành Khiêu vũ và Sân khấu - Học viện Nghệ thuật Biểu diễn Hongkong
Từng làm Tiếp Viên Hàng Không cho hãng bay Cathay Pacific Airlines (3 năm)

## Sự nghiệp
Sau khi tốt nghiệp Học viện Nghệ thuật biểu diễn Hồng Kông (The Hong Kong Academy for Performing Arts), Văn làm Tiếp Viên Hàng Không (flight attendant) trong ba năm trước khi tham gia cuộc thi sắc đẹp Hoa hậu Hồng Kông 2007 (Miss Hongkong 2007), trong đó cô vào đến top 5 chung cuộc. Cô đã ký hợp đồng nghệ sĩ với TVB và lần đầu ra mắt với sự xuất hiện trong sitcom Quan Hệ Đồng Nghiệp (2007). Cô theo học và tốt nghiệp lớp diễn xuất lần thứ 22 của TVB (năm 2008).
Sau hai năm xuất hiện trong các bộ phim truyền hình với vai phụ nhỏ (phóng viên, thư ký, hàng xóm...), Văn đã thu hút sự chú ý của công chúng nhiều hơn với vai phụ trong bộ phim hài năm 2009, Bản Sao (A Chip Off the Old Block). Cô đóng vai Tô Phụng Liên (So Fung Lin), em gái khờ của nhân vật Hồ Hạnh Nhi đóng (Tô Phụng Ni). Diễn xuất của cô được cả nhà phê bình và cư dân mạng đón nhận tích cực. Ấn tượng với vai diễn nhân vật của cô, nhà sản xuất (giám chế) Phan Gia Đức (Poon Ka Tak) đã chọn Văn để thể hiện vai em gái nhút nhát của Trần Tuệ San trong bộ phim hài lãng mạn năm 2010, Sưu Hạ Lưu Tình (Giữ Lại Tình Yêu - Tình Yêu Ngờ Vực), tựa tiếng Anh là Suspects in Love. Để chuẩn bị cho vai diễn của mình, Văn đã nghiên cứu diễn xuất của đàn chị Maggie Cheung (Trương Khả Di) trong phim Police Cadet '84 (Tân Trát Sư Huynh).
Năm 2012, lần đầu tiên cô được chọn vào vai nữ chính tuyến hai (nữ thứ chính) trong bộ phim truyền hình y tế Sứ Mệnh 36 Giờ (On Call 36 Hours) với vai em gái của Dương Di. Sự nổi tiếng của cô đã tăng lên và được cư dân mạng đánh giá cao cho nhân vật Lưu Tiếu Lan (Lau Siu Lan) của cô trong vai người vợ hung dữ của Lương Liệt Duy trong phim Nam Nữ Chọn Nhà (Ước Mơ Xa Vời). Cùng năm đó, cô đã giành được giải Nữ Diễn viên Tiến Bộ Nhất trong Giải thưởng kỉ niệm TVB ở Malaysia. Cô cũng đã đứng Top 2 Nữ diễn viên phụ Xuất sắc nhất trong Giải thưởng kỷ niệm TVB.
Cô tiếp tục đóng vai nữ chính tuyến hai trong bộ phim truyền hình 2013, vai em gái của Esther Kwan Quan Vịnh Hà (Văn đóng vai phản diện). Vai phản diện của cô một lần nữa được cư dân mạng và nhà sản xuất đánh giá cao. Thông qua phần tiếp theo Sứ Mệnh 36 Giờ II (On Call 36 Hours II), cô đã giành được đề cử nhân vật đầu tiên cho Giải thưởng kỷ niệm TVB và đã giành được giải một trong 15 nghệ sĩ hàng đầu trong Giải thưởng Ngôi sao TVB tại Malaysia.
Năm 2015, cô đóng vai nữ chính đầu tiên trong bộ phim truyền hình Chuyên Gia Gỡ Rối (The Fixer), nhận được đánh giá tốt từ mọi người và nhận được giải thưởng Top 16 Nhân Vật Truyền Hình Được Yêu Thích tại lễ trao giải Astro TVB Awards tổ chức tại Malaysia. Cô cũng đóng chính tuyến 3 trong bộ phim cổ trang đầu tiên - Trương Bảo Tử, trong vai một kỷ nữ, đóng cặp với Trần Sơn Thông. Sau vai nữ chính đầu tiên, Văn được chọn tham gia bộ phim gia đình Người Bố Thân Yêu với vai trò nữ chính một lần nữa, đóng cùng với Lý Tư Tiệp, Triệu Hy Lạc và Trần Trí Sâm. 
Vào tháng 12 cùng năm, Văn đã tham gia bộ phim về ngành luật - Luật Sư Đại Tài, hợp tác cùng với các tiền bối Phương Trung Tín và Liêu Khải Trí, vai diễn nửa chính nửa tà - Phương Ninh (Martha) của cô đã nhận được những đánh giá tích cực. Cô đã nhận được giải thưởng Nữ Nhân Vật Được Yêu Thích tại lễ trao giải Starhub TVB Awards 2016 tổ chức ở Singapore và giải thưởng Top 15 Nhân Vật Truyền Hình Được Yêu Thích tại lễ trao giải Astro TVB Awards 2016 tổ chức tại Malaysia bằng vai diễn Martha.
Vào tháng 8 năm 2016, Mandy một lần nữa được chọn vào vai nữ chính trong Pháp Sư Bất Đắc Dĩ, vào vai một bác sĩ và một nữ ác quỷ - Salvia, hợp tác với Mã Quốc Minh. Vào tháng 12 năm 2016, Mandy được chọn vào vai nữ chính phim Đội Điều Tra Linh Tinh trong vai một sĩ quan cảnh sát đang mang thai và bằng vai diễn này, Văn tiếp tục nhận được giải thưởng Nữ Nhân Vật Được Yêu Thích tại lễ trao giải Starhub TVB Awards tổ chức tại Singapore. Vào tháng 4 năm 2018, Mandy đóng vai một nhà tâm lý học trong Phi Hổ Cực Chiến, đóng cặp cùng Eddie Cheung (Trương Triệu Huy).
Vào tháng 4 năm 2016, Mandy được chọn vào vai nữ chính trong Ba Người Phụ Nữ Một Nguyên Nhân (Tìm Lại Chính Mình), vào vai một nhân vật mắc chứng rối loạn nhận dạng phân ly (đa nhân cách), cô vào vai ba tính cách khác nhau và đối nghịch nhau, Văn nhận được sự hoan nghênh cho 3 vai diễn Evie Phương Dĩ Nhân, Pina Colada và Sầu Phách Phách. Mặc dù phim bị ngâm kho (hoãn chiếu) nhưng cuối cùng cũng phát sóng vào tháng 2 năm 2018 trong khung giờ cuối tuần (thứ 7, chủ nhật).
Vào tháng 6 năm 2018, Văn đã được giới thiệu trên NASDAQ MarketSite tại New York Times Square, với tư cách là khách mời đặc biệt tại Chung kết cuộc thi Hoa hậu Sắc đẹp Trung Quốc 2018, được tổ chức vào tháng 8. Vai diễn Evie Fong Phương Dĩ Nhân của Văn đã mang lại cho cô giải thưởng Nữ Diễn viên xuất sắc nhất trong giải thưởng Vai Diễn Hàng Đầu từ cả hai giải thưởng TVB Star Awards Malaysia và Singapore StarHub TVB Awards, được công bố tại Gala kỷ niệm 51 năm TVB. Ngoài ra, Văn đã giành giải Nữ Diễn viên xuất sắc nhất được bình chọn bởi các cư dân mạng trong Giải thưởng Truyền hình Nhân dân 2018 và Giải thưởng Truyền hình Hồng Kông 2018.
Năm 2019, Văn đã chủ trì chương trình truyền hình thực tế đầu tiên của cô - Dancing For a Reason / Dancing Mandy (Một Lí Do Đi Nhảy Múa). Cùng năm đó, cô đóng vai một xã công (nhân viên xã hội) Mary Chu Mã Lợi trong phim Đại Gia Hàng Xóm, hợp tác diễn xuất cùng Trịnh Tắc Sĩ, Uyển Quỳnh Đan, Thiệu Mỹ Kỳ và Lê Nặc Ý (phim được quay vào tháng 4 năm 2018).
Năm 2020, Huỳnh Trí Văn đóng vai Thanh tra tổ trọng án Nguyễn Lệ Cẩn (Madam Yuen) trong bộ phim trinh thám Lời Sám Hối Muộn Màng (Lời Thú Tội Cuối Cùng Sau 18 Năm), bởi vì bộ phim vô cùng nặng nề tâm lý, cộng thêm vai diễn liên tục chịu nhiều biến cố bi thảm, khiến cho Văn sau khi quay phim xong phải mất thời gian gần nửa năm để ổn định tâm trạng, hoàn toàn thoát khỏi bộ phim (phim được quay vào tháng 7 năm 2018). 
Cũng trong năm 2020, cô một lần nữa đóng vai nữ bác sĩ dịu dàng, lương thiện - Trang Chỉ Nhược trong Hàng Ma Đích 2.0 (phim khởi quay vào tháng 1 năm 2019), trong đó có một phân đoạn Chỉ Nhược cho linh hồn của Bối Bối Na mượn thân xác của mình để hẹn hò cùng Mã Quế, Huỳnh Trí Văn đã thành công diễn ra được mọi thần thái và cử chỉ của nhân vật Bối Bối Na, nhận được không ít lời tán thưởng từ cư dân mạng. 
Tháng 11 cùng năm, Văn diễn vai Madam G (Chương Kỷ Tư) - một tổng thanh tra của cục tình báo hình sự (CIB) bị mắc hội chứng bác học (Savant syndrome) và hội chứng Asperger - Asperger syndrome (một chứng rối loạn phổ tự kỷ), hợp tác cùng Lâm Phong, Miêu Kiều Vỹ và đóng cặp cùng Mã Quốc Minh trong bộ phim khánh đài Sứ Đồ Hành Giả 3 (phim được quay vào tháng 8 năm 2019). Bằng vai diễn này, Văn đã được đề cử cho hạng mục bầu chọn Nữ Chính Xuất Sắc Nhất (Thị Hậu), Nữ Diễn Viên Được Yêu Thích Nhất Tại Malaysia. Đây lại lần tiếp nối sau Ba Người Phụ Nữ Một Nguyên Nhân, cô được lọt vào top 5 đề cử, nhưng sau cùng vẫn không thể đoạt giải. 
Ngoài diễn xuất ở mảng truyền hình ra thì vào tháng 1 năm 2020, Văn còn tham gia diễn xuất trong vở kịch sân khấu Kim Vãn Đả Lão Hổ《今晚打老虎》 trong vai tài nữ Vương Tú Anh tại Học Viện Diễn Nghệ Hương Cảng. 
Huỳnh Trí Văn bằng vai diễn Trang Chỉ Nhược trong Hàng Ma Đích 2.0 đã nhận được vinh dự trở thành Nữ Chính Xuất Sắc được bầu chọn bởi khán giả trong đề cử giải thưởng 《HK01 Entertainment Dân Bầu Cảng Kịch Đại Thưởng》(Giải thưởng phim truyền hình HongKong do người dân bầu chọn của HK01 Entertainment). Nối tiếp vai diễn Phương Dĩ Nhân trong Ba Người Phụ Nữ Một Nguyên Nhân (2018) đã từng được vinh danh ở hạng mục này, Văn lại một lần nữa trở thành 「Thị Hậu Dân Bầu」do đích thân khán giả bỏ phiếu bầu ra.
Ngoài ra, Văn còn cùng nhóm bạn thân Hồ Thuyết Bát Đạo chủ trì chương trình thực tế The Sisterhood Traveling Gang (Hồ Thuyết Bát Đạo Kì Nghỉ Chân Tình)
Tháng 6 năm 2021, Văn tiếp tục đóng một bộ phim hình sự, phá án Hình Trinh Nhật Ký (Murder Diary), hợp tác cùng Vương Hạo Tín, Lê Nặc Ý và tiền bối Huệ Anh Hồng, Khương Hạo Văn. Văn đóng vai một chuyên gia gỡ bom của cục xử lý bom mìn, chất nổ (EODB) nên trong suốt quá trình quay phim đều phải mặc trang phục gỡ bom nặng hơn 80 pounds và đội mũ bảo hiểm nặng hơn 20 pounds.
Tháng 9 năm 2021, Văn tiếp tục được giao vai nữ chính trong phim《把關者們》《Hải Quan Tinh Anh》với chức vụ Trưởng phòng quản lý tổng mậu dịch, sở quản lý mậu dịch Madam Kwan - Quan Bội Hân - 關佩欣 , hợp tác chung với Viên Vỹ Hào, cả hai đóng cặp vợ chồng lần đầu tiên với nhau. Trong vai diễn này, Văn đã thể hiện tốt kỹ năng diễn xuất của bản thân và được mọi người đánh giá cao. Nhờ vậy mà Văn một lần nữa được lọt vào danh sách Top 5 Nữ diễn viên chính xuất sắc nhất trong Giải Thường niên 2021 của TVB 《萬千星輝頒獎典禮2021》
Năm 2023, Huỳnh Trí Văn đóng vai nữ nghệ sĩ đường phố Phương Gia Tình trong bộ phim truyền hình Liêm Chính Thư Kích 《廉政狙擊》 của Thiệu Thị Huynh Đệ. Cùng năm đó, Huỳnh Trí Văn đóng vai chính trong bộ phim truyền hình Ẩn Môn - Cánh Cửa Bí Mật《隱門》vai Luna Trương Tâm Nguyệt. Trong một cuộc phỏng vấn, cô cho biết đây là vai diễn ám ảnh nhất và khó thoát khỏi hình bóng nhân vậy nhất trong sự nghiệp diễn xuất của mình, cô đã phải đăng ký một khóa học tâm lý ngắn hạn để chuẩn bị cho vai diễn này. Diễn xuất của cô được tiền bối Ngô Đại Dung và nhà sản xuất Vương Tâm Uỷ khen ngợi, kỹ năng diễn xuất của cô cũng được khán giả công nhận.
Vào tháng 12 năm 2023, Huỳnh Trí Văn tuyên bố trên mạng xã hội rằng cô sẽ rời TVB, chấm dứt hợp đồng sau 16 năm hợp tác với nhà đài.
Năm 2024, tác phẩm tạm biệt của Huỳnh Trí Văn ở TVB "Tạm Biệt, Người Bên Gối/Gặp Lại, Người Bên Gối" được phát sóng, trong đó cô thủ vai nữ chính "Cố Tình Thiên". Cùng năm đó, Huỳnh Trí Văn đã phát sóng một dự án bán trực tiếp trên kênh YouTube của mình. Nội dung nói về việc theo đuổi ước mơ, lòng dũng cảm và sự phấn chấn về mặt cảm xúc. Cô hy vọng sẽ lan tỏa năng lượng tích cực thông qua dự án này. 
Một số điều thú vị về Huỳnh Trí Văn, sự khác biệt trên màn ảnh và bên ngoài:
Khác với hình ảnh kiêu ngạo, gai góc trên màn ảnh, thực tế Trí Văn là một người ít nói, trầm lặng, có chút hậu đậu, ngốc nghếch và đơn giản.
Cô thường dùng thời gian để tìm hiểu, nghiên cứu vai diễn của mình hơn là cố bóp méo bản thân để làm vừa lòng người khác.
Dù Selena là người vào hội muộn nhất nhưng Trí Văn lại là người nhỏ nhất trong Hồ Thuyết Bát Đạo, cũng vì vậy mà cô thường xuyên được "cưng chiều đặc biệt", ví dụ như bị ăn hiếp, bị trêu chọc, có điều 5 cô chị kia đều thật lòng yêu thương, xem cô như em út, thường xuyên nhắc nhở và ủng hộ cô.
Cô từng nói cảm thấy thích hợp với Huỳnh Trí Văn (cô) nhất, chính là đi từng bước từng bước. Mỗi một giai đoạn đều biết ơn việc cô có được những vai diễn khác nhau, quan trọng nhất tìm ra con đường vừa thích hợp vừa thoải mái với bản thân, không cần cố tình so đo với người khác.
Trí Văn nghĩ cô có một ưu điểm là rất mau quên, rất dễ quên đi chuyện không vui, nhiều khi có thể người ta nghĩ cô giống như không có cảm giác gì, nhưng thực ra là cô đã quên mất chuyện đó rồi.
Khi đóng Nữ Cảnh Tác Chiến, Trí Văn đã tìm hiểu kĩ vai Madam Kill của cô và cố gắng hoàn thiện nó, cô còn cắt đi cả mái tóc dài của mình.
Khi tập trung vào vai diễn quá nhiều Trí Văn sẽ không thể thoát vai, sau khi quay xong Ba Người Phụ Nữ Một Nguyên Nhân, đoàn phim còn cho rằng cô "như bị đa nhân cách" (chưa thể thoát vai). Bởi việc diễn một lúc ba tính cách là rất khó, cô đã chịu áp lực đáng kể khi quay.
Sở thích và năng khiếu của cô là khiêu vũ (nhảy hiện đại), ban đầu khi cô vào học viện diễn nghệ là học khiêu vũ, nhưng học viện lại phát hiện cô có năng lực diễn xuất và bắt đầu con đường diễn viên của cô.
Huỳnh Trí Văn đã học chơi đàn Piano đến cấp 8...
Vì tính cách ngốc nghếch mà bạn bè thường đặt biệt danh cho cô là Dus.
Khi nói chuyện cô thường thêm hậu tố "ssssss" vào một vài chữ, đây là thói quen từ thời trung học (thêm ngẫu nhiên, không theo quy luật).
Vì liên tiếp các bộ phim do Văn đóng chính đều là phát sóng cuối tuần (thứ 7, chủ nhật) nên cư dân mạng còn đặt thêm cho cô biệt danh là Sunday's Queen (Nữ hoàng của Chủ Nhật).

## Phim

### Phim Điện ảnh
| Năm  | Tên Phim                                                        | Vai diễn                  | Ghi chú                               |
| ---- | --------------------------------------------------------------- | ------------------------- | ------------------------------------- |
| 2012 | Thiên Sinh Ái Tình Cuồng Natural Born Lovers 天生愛情狂         | Nhị Muội (二妹)           |                                       |
| 2012 | Tôi Yêu Hong Kong 2012 I Love Hongkong 2012 2012我愛HK 喜上加囍 | Nhân viên truyền hình     | (Khách mời đặc biệt) Cameo appearance |
| 2013 | Phong Bão/ Bão Lửa Firestorm 風暴                               | Nữ phục vụ trong nhà hàng | (Khách mời đặc biệt) Cameo appearance |
| 2024 | Ngộ Phán/ Phán Quyết Sai Lầm (tạm dịch) The Prosecutor 誤判     | Đại luật sư               |                                       |

### Phim truyền hình
| Năm             | Tên phim | Vai diễn | Ghi chú                                  |
| 2007            | Sitcom Quan Hệ Đồng Nghiệp - Best Selling Secrets - 同事三分親                                                              | Hàng xóm (tập 310) | Cameo                                    |
| 2008            | Sóng Gió Gia Tộc 2 - Gia Hảo Nguyệt Viên - Moonlight Resonance - 溏心風暴之家好月圓                                         | Trần Đỗ Đan - 陳杜丹 (Donna Chan Doh Dan) (tập 6, tập 29)                                                                                | Cameo                                    |
| 2008            | Quyền Lực Của Đồng Tiền When Easterly Showers Fall on the Sunny West 東山飄雨西關晴                                         | Trang Thục Viên - 莊婌媛 (Chong Suk Woon) (tập 4)                                                                                        | Support Role (vai phụ)                   |
| 2008            | 畢打自己人 (tạm dịch: Tất đả tự kỷ nhân) Off Pedder                                                                         | Quản lí cửa hàng (Mandy Mã Tuệ Đan) - 馬慧丹 (Mandy Ma Wai Dan) (tập 30, tập 79)                                                         | Cameo                                    |
| 2008            | Lời Nói Ngọt Ngào Speech of Silence - 甜言蜜語                                                                              | Người chơi đàn piano (tập 10) | Cameo                                    |
| 2008            | Thế giới Ảo - Pages of Treasures - Click入黃金屋                                                                            | Bennie (tập 13) | Cameo                                    |
| 2009            | E.U Học Cảnh Truy Kích - 學警狙擊2009                                                                                       | Trương Thụ San - 張樹珊 (Cheung Shu San) (tập 16)                                                                                        | Support Role (vai phụ)                   |
| 2009            | Trác Cầu Thiên Vương - 桌球天王 (Vua Bida Snooker / The King of Snooker)                                                    | Amy | Cameo                                    |
| 2009            | Bà Nhà Tôi II - Just Love II - 老婆大人II (Người Vợ Thẩm phán II - Bà Xã Đại Nhân II)                                       | Iris Ngũ Khải Đồng - 伍凱彤 (Ng Hoi Tung) (từ tập 2)                                                                                     | Support Role (vai phụ)                   |
| 2009            | Thái Ngạc Và Tiểu Phụng Tiên In the Chamber of Bliss - 蔡鍔與小鳳仙                                                         | Ngô Thưởng Mai - 吳賞梅 (Ng Sheung Mui)                                                                                                  | Support Role (vai phụ)                   |
| 2009            | Phú Quý Môn / Con Đường Phú Quý Born Rich - 富貴門                                                                          | Nhân viên phục vụ trong quán cà phê | Cameo                                    |
| 2009            | Bản Sao A Chip Off the Old Block - 巴不得爸爸                                                                               | Tô Phụng Liên - 蘇鳳蓮 (So Fung Lin) (từ tập 5)                                                                                          | Support Role (vai phụ)                   |
| 2010            | Sưu Hạ Lưu Tình / Giữ Lại Tình Yêu / Tình Yêu Ngờ Vực Suspects in Love -搜下留情                                            | Trịnh Thiếu Văn - 鄭笑雯 - Cheng Siu-man (鵪鶉妹 - Am Thuần muội)                                                                        | Nữ tuyến 3 (3rd Female Lead)             |
| 2010 - 2011     | Phi Nữ Chính Truyện 飛女正傳 - Fly with me                                                                                  | Ký giả | Cameo                                    |
| 2010 - 2011     | Cư Gia Binh Đoàn Home Troopers - 居家兵團                                                                                   | Karen Gia Cát Dung / Chu Cát Dung - 諸葛蓉 (Chukot Yung) (Trư muội / Bé Heo - 妹豬)                                                      | Nữ tuyến 3 (3rd Female Lead)             |
| 2011            | Nộ Hỏa Nhai Đầu - Tòa án Lương Tâm Ghetto Justice - 怒火街頭                                                                | Silvia Trương Chỉ Tâm 張芷芯 (Cheung Chi Sum)                                                                                            | Support Role (vai phụ)                   |
| 2011            | Tiềm Hành Truy Kích 潛行狙擊 - Lives of Omission                                                                            | Cảnh sát mật vụ Vicky Mông Tâm Lăng / Bàng Tâm Lăng 蒙心凌（阿檬 - Ah Mông）                                                             | Support Role (vai phụ)                   |
| 2011            | Bất Tốc Chi Ước - Cuộc Hẹn Tử Thần Men With No Shadows - 不速之約                                                           | Thai Hân - 邰欣 (Tai Yan) (từ tập 6) | Support Role (vai phụ)                   |
| 2012            | Ước Mơ Xa Vời (Nam Nữ Chọn Nhà/Quyết Trạch Nam Nữ) 缺宅男女 - L'Escargot                                                    | Lưu Tiếu Lan (Quan Nhị Tẩu) 婁笑蘭（關二嫂）- Lau Siu lan                                                                                | Support Role (vai phụ)                   |
| 2012            | Sứ Mệnh 36 Giờ - On Call 36小時 The Hippocratic Crush                                                                       | Bác sĩ Hồng Mỹ Tuyết - Doctor 洪美雪 - Dr. Hung Mei-suet                                                                                 | Nữ tuyến 2 (2nd Female Lead)             |
| 2012            | Phi Hổ - Tiger Cubs - 飛虎                                                                                                  | Thanh tra cảnh sát đội Phi Hổ Tô Văn Cường 蘇文強 (So Man keung) - Madam So - Madam Tô                                                   | Nữ tuyến 2 (2nd Female Lead)             |
| 2012            | Sui Gia Nan Giải/Cuộc Chiến Siêu Sao 巴不得媽媽 - Divas in Distress                                                         | Quỳ Ý Hy - 夔懿曦 (Kwai Yi Hei) | Nữ tuyến 3 (3rd Female Lead)             |
| 2012 - 2013     | Pháp Võng Truy Kích/ Pháp Luật Vô Hình 法網狙擊 - Friendly Fire                                                             | Hoàng Phi Phi - 黃菲菲 (Wong Fei Fei) (tập 2 - tập 6)                                                                                    | Khách mời đặc biệt (Special Guest)       |
| 2013            | Nữ Cảnh Tác Chiến/ Nữ Cảnh Ái Tác Chiến 女警愛作戰 - Sergeant Tabloid                                                       | Thanh tra cảnh sát Tư Đồ Kiêu- 司徒驕 (Szeto Kiu) - Madam Kill                                                                           | Nữ tuyến 2 (2nd Female Lead)             |
| 2013            | Hoán Đổi Nhân Tâm - A Change of Heart - 好心作怪                                                                            | Hạ Tư Gia - 夏思嘉 (Ha Sze Ka) | Nữ tuyến 3 (3rd Female Lead)             |
| 2013            | Tình nghịch Tam Thế Duyên 情逆三世緣 - Always and Ever                                                                      | Điền Thu Nhạn - 田秋雁 (Tin Chau Ngan) (từ tập 14)                                                                                       | Nữ tuyến 2 - phản diện (2nd Female Lead) |
| 2013            | Sứ Mệnh 36 Giờ II - On Call 36小時 II - The Hippocratic Crush II                                                            | Bác sĩ Hồng Mỹ Tuyết - Doctor 洪美雪 - Dr. Hung Mei-suet                                                                                 | Nữ tuyến 2 (2nd Female Lead)             |
| 2014 - 2015     | Phi Hổ II - Tiger Cubs II - 飛虎 II                                                                                         | Thanh tra cảnh sát đội Phi Hổ Tô Văn Cường 蘇文強 (So Man keung) Madam So - Madam Tô                                                     | Nữ tuyến 2 (2nd Female Lead)             |
| 2015            | Sư Nãi Madam/Quý Cô Quyền Lực - 師奶MADAM - Madam Cutie on the Duty                                                         | Hùng Đan Đan - 熊丹丹 (Hung Dan Dan) - Angel                                                                                             | Nữ tuyến 2 (2nd Female Lead)             |
| 2015            | Chuyên Gia Gỡ Rối/ Sát Cục Chuyên Gia - 拆局專家 - The Fixer                                                                | Lôi Lôi - 雷蕾 (Lui Lui) | Nữ Chính (1st Female Lead)               |
| 2015            | Trương Bảo Tử - 張保仔 Captain of Destiny                                                                                   | Chu Thục Quân - 朱淑君 (Chu Shuk Gwan) (từ tập 12)                                                                                       | Nữ tuyến 3 (3rd Female Lead)             |
| 2016            | Người Bố Thân Yêu - 超能老豆 Daddy Dearest                                                                                  | Ophelia Chư Lệ Hoa - 諸麗花 (Tsu Lai Fa)                                                                                                 | Nữ Chính (1st Female Lead)               |
| 2016            | Luật Chính Cường Nhân/ Luật Sư Đại Tài - 律政強人 - Law dis-Order                                                           | Martha Phương Ninh - 方寧 (Fong Ling) (từ tập 2)                                                                                         | Nữ tuyến 2 (2nd Female Lead)             |
| 2016 - 2017     | Hoàng Đế Lưu Manh - 流氓皇帝 Rogue Emperor                                                                                  | Ngô Đa Như / Thủy Dịch Tuyền 吳多茹 (Ng Dor Yu) / 水奕璇 (Shui Yik Shuen)                                                                | Nữ tuyến 2 (2nd Female Lead)             |
| 2017            | Đội Điều Tra Linh Tinh/ Tạp Cảnh Kì Binh - 雜警奇兵 - Nothing Speacial Force                                                | Lisa Long Lệ Sa - 龍麗莎（Laser姐) Laser Tỷ (Lung Lai Sa)                                                                                | Nữ Chính (1st Female Lead)               |
| 2017            | Hàng Ma Đích - The Exorcist Meter Pháp Sư Bất Đắc Dĩ - 降魔的                                                               | Felicity Trang Chỉ Nhược / Salvia 莊芷若 (Chong Zi Yuek) / Salvia                                                                        | Nữ Chính (1st Female Lead)               |
| 2018            | Ba Người Phụ Nữ Một Nguyên Nhân (Tam Cá Nữ Nhân Nhất Cá Nhân) 三個女人一個「因」 Threesome (Tìm Lại Chính Mình - Sctv9 đặt) | Evie Phương Dĩ Nhân (Fong Yee Yan) / Pina Colada / Sầu Phách Phách (Sau Mak Mak) 方以因（Evie）／菠蘿椰奶（Pina Colada）／愁擘擘（阿愁） | Nữ Chính (1st Female Lead)               |
| 2018            | Phi Hổ Cực Chiến/ Phi Hổ Chi Tiềm Hành Cực Chiến 飛虎之潛行極戰 - Flying Tiger                                              | Trương Tuệ San - 張慧珊 (Cheung Wai Shan) (từ tập 6)                                                                                     | Nữ tuyến 2 (2nd Female Lead)             |
| 2019            | Đại Gia Hàng Xóm/ Nhai Phường Tài Gia - 街坊財爺 - Neighborhood Finance                                                     | Mary Chu Mã Lợi - 朱瑪莉 (Chu Ma Lei) | Nữ tuyến 2 (2nd Female Lead)             |
| 2020            | Lời thú tội cuối cùng sau 18 năm/ Lời sám hối muộn màng - 十八年後的終極告白 The Killing From 18 Years Ago                  | Thanh tra tổ trọng án Nguyễn Lệ Cẩn 阮麗瑾 (Yuen Lai Gan) - Madam Yuen                                                                   | Nữ Chính (1st Female Lead)               |
| 2020            | Hàng Ma Đích 2.0 - Pháp Sư Bất Đắc Dĩ 2.0 降魔的 2.0 - The Exorcist Meter 2.0                                               | Trang Chỉ Nhược 莊芷若 (Chong Zi Yuek)/ Salvia                                                                                           | Nữ Chính (1st Female Lead)               |
| 2020            | Sứ Đồ Hành Giả 3 - Mất Dấu 3 使徒行者 3 - Line Walker 3: Bull Fight                                                         | Tổng Thanh Tra CIB Chương Kỷ Tư - 章紀孜 (Cheung Kei Gee)- Madam G                                                                       | Nữ Chính (1st Female Lead)               |
| 2021            | Hình Trinh Nhật Ký - Nhật Ký Trinh Sát Hình Sự (SCTV9) - 刑偵日記 - Murder Diary                                            | Chủ nhiệm gỡ bom kiêm chuyên gia gỡ bom "Number One" của EOD /Thanh tra cao cấp - Du Nhạn Tinh - 游雁星 - Yau Ngan Sing (Madam Sing)     | Nữ tuyến 2 (2nd Female Lead)             |
| 2021            | Bả Quan Giả Môn - Hải quan tinh anh (SCTV9) - 把關者們 - The Line Watchers                                                  | Trưởng phòng quản lý tổng mậu dịch, sở quản lý mậu dịch - Madam Kwan/Yan - Quan Bội Hân - 關佩欣 - Kwan Pui Yan                          | Nữ Chính (1st Female Lead)               |
| 2023            | Liêm Chính Thư Kích - 廉政狙擊 - Mission Run                                                                                | Phương Gia Tình - 方家晴 - Fong Ka Ching                                                                                                 | Nữ tuyến 2 (2nd Female Lead)             |
| 2023            | Ẩn Môn - 隱門 - Secret Door                                                                                                 | Trương Tâm Nguyệt - 張心月 - Luna Cheung Sum Yuet                                                                                        | Nữ Chính (1st Female Lead)               |
| 2024            | Gặp lại người bên gối - 再見•枕邊人 - In Bed With A Stranger                                                                | Cố Tình Thiên - 顧晴天 - Koo Ching Tin                                                                                                   | Nữ Chính (1st Female Lead)               |
| (Chờ phát sóng) | Ẩn Nương - 隱娘 - The Assassin                                                                                              | Trì Nhược Khanh - 遲若卿 - Chi Ruo Qing                                                                                                  | Khách mời đặc biệt (Special Appearance)  |
| (Chờ phát sóng) | HongKong Trọng Án -香港重案                                                                                                 | Madam | Nữ Chính (1st Female Lead)               |
| --------------- | --- | --- | ---------------------------------------- |

### Kịch Sân Khấu
| Năm       | Tên vở kịch                                                                           | Vai diễn                               | Địa điểm |
| --------- | ------------------------------------------------------------------------------------- | -------------------------------------- | --- |
| 01 - 2020 | Đêm Nay Đánh Lão Hổ (Kim Vãn Đả Lão Hổ - 今晚打老虎) Let's Hunt for a "Tiger" Tonight | Vương Tú Anh Wong Sau Ying - 王秀英    | Học viện Nghệ Thuật Diễn Xuất Hương Cảng (HongKong Academy for Performing Arts) - Rạp Ca kịch - Tổng 6 trận.                  |
| 05 - 2021 | Tình Yêu Siêu Nhiên - 超自然之戀 - Larger Than Life                                   | CHLOÉ - Mỹ nữ Robot - 美女機械人       | Học viện Nghệ thuật Diễn xuất Hương Cảng - 香港大會堂劇院 - HongKong Academy for Performing Arts - Rạp ca kịch - Tổng 4 trận. |
| 06-2023   | Bạc Già Phạn Ca - 薄伽梵歌 - Bhagavad Gita                                            | Người kể chuyện - Storyteller - 說書人 | Khu văn hoá Tây Cửu Long - 西九文化區藝術公園自由空間大盒 - West Kowloon Cultural District - Tổng 10 trận.                    |

## Giải thưởng
2012
My Astro On Demand Request Favorites Award (Nữ diễn viên yêu thích theo yêu cầu): Nữ diễn viên triển vọng được yêu thích trong vai Lưu Tiếu Lan/Quan Nhị Tẩu (Ước Mơ Xa Vời/ Nam Nữ Chọn Nhà).
Lễ trao giải kỷ niệm TVB lần thứ 45: Nữ diễn viên tiến bộ vượt bậc trong 4 vai: Lưu Tiếu Lan/Quan Nhị Tẩu (Ước Mơ Xa Vời/ Nam Nữ Chọn Nhà); Hồng Mỹ Tuyết (Sứ Mệnh 36 Giờ); Tô Văn Cường (Phi Hổ); Quỳ Ý Hy (Sui Gia Nan Giải/ Cuộc Chiến Siêu Sao).
2013
Next Magazine TV Awards: Nữ diễn viên phụ ăn ảnh nhất trong vai Lưu Tiếu Lan/Quan Nhị Tẩu (Ước Mơ Xa Vời/ Nam Nữ Chọn Nhà).
Singapore StarHub TVB Awards: Nữ nghệ sĩ tiến bộ nhiều nhất.
Malaysia TVB Star Awards Malaysia: Top 15 nhân vật TVB yêu thích nhất, trong vai Hồng Mỹ Tuyết trong phim Sứ Mệnh 36 Giờ II.
2015
Malaysia TVB Star Awards Malaysia: Top 16 nhân vật TVB yêu thích nhất với vai Lôi Lôi trong Chuyên Gia Gỡ Rối - The Fixer.
2016
Singapore StarHub TVB Awards: Giải thưởng TVB StarHub Singapore 2016: Nhân vật nữ TVB yêu thích của tôi trong vai Phương Ninh (Martha) trong Luật Chính Cường Nhân.
TVB Star Awards Malaysia: Top 15 nhân vật chính của TVB được yêu thích nhất trong vai Phương Ninh (Martha) trong Luật Chính Cường Nhân.
2017
Singapore StarHub TVB Awards: Giải thưởng TVB StarHub Singapore 2017: Nhân vật nữ TVB yêu thích của tôi trong vai Long Lệ Sa (Laser) trong Đội Điều Tra Linh Tinh.
Chương Trình Thực Tế được yêu thích: Show Hồ Thuyết Bát Đạo Kì Nghỉ Chân Tình (nhận giải cùng các thành viên của hội Hồ Thuyết Bát Đạo).
Sina Weibo Star Awards 2017: Chương trình thực tế Hồ Thuyết Bát Đạo Kì Nghỉ Chân Tình.
2018
StarHub TVB Awards (Singapore): Nữ diễn viên TVB yêu thích của tôi trong vai Evie Phương Dĩ Nhân trong Ba Người Phụ Nữ Một Nguyên Nhân.
TVB Star Awards Malaysia: Nữ diễn viên TVB yêu thích của tôi trong vai Evie Phương Dĩ Nhân trong Ba Người Phụ Nữ Một Nguyên Nhân.
People's Choice Television Awards (Giải thưởng truyền hình do mọi người bình chọn năm 2018): Nữ diễn viên xuất sắc nhất do mọi người bình chọn, vai chính Evie Phương Dĩ Nhân trong Ba Người Phụ Nữ Một Nguyên Nhân.
Hong Kong Television Awards: Giải thưởng truyền hình Hồng Kông 2018: Nữ diễn viên chính xuất sắc nhất trong vai chính (phim truyền hình dài tập) với vai Evie Phương Dĩ Nhân trong Ba Người Phụ Nữ Một Nguyên Nhân.
2020
People's Choice Television Awards (Giải thưởng truyền hình do mọi người bình chọn năm 2020): Nữ diễn viên xuất sắc nhất do mọi người bình chọn, vai chính Trang Chỉ Nhược trong Pháp sư bất đắc dĩ 2.0.
2022
最強人氣品牌大獎2022 (Thương hiệu được yêu thích nhất năm 2022): Danh mục Nữ diễn viên quảng cáo nổi tiếng nhất năm 2022.

## Shows thực tế
2007 - 事必關己 - Infolink[1] - Chủ trì cố định ngoại cảnh
2009 - 東張西望 - Scoop - Chủ trì cố định ngoại cảnh
28/03/2010: 愛情研究院 - Love Academy - Tập 99 - Vai trò khách mời
03/03/2011: 姊妹淘II - All Things Girl 2 - Tập 21 - Vai trò khách mời
02/07/2011: 民峰學院2 - Local Business 2 - Tập 18 - Vai trò khách mời
31/08/2011: 千奇百趣省港澳 - Big Fun Canton - Tập 22 - Vai trò khách mời
26/01/2012: 今日VIP - The Green Room - #16 - Vai trò khách mời, tuyên truyền phim "Ước Mơ Xa Vời/Quyết Trạch Nam Nữ"
11/02/2012: 范後感 - Vai trò khách mời
27/07/2012: 玩轉三周1/2 - TV Funny - Tập 05 - Vai trò khách mời
30/06/2012: TVB最受歡迎電視廣告大獎 - TVB Most Popular TV Commercial Awards - Lễ trao giải Phim truyền hình được yêu thích nhất TVB 2012
10/08/2012: 今日VIP - The Green Room - #155 - Vai trò khách mời, tuyên truyền phim "Sui Gia Nan Giải"
02/09/2012: 慧妍愛心傾城30年 -《祇有情永在》
21/09/2012: 千奇百趣東南亞 - Big Fun SE Asia - Tập 25 - Vai trò khách mời
19/11/2012: 萬千星輝賀台慶2012 - TVB Anniversary Gala Show 2012 - 《古裝街/民初街表演》，《女神愛上網》，《『剛』男Style》
27/03/2013: 今日VIP - The Green Room - #56 - Vai trò khách mời, tuyên truyền phim "Sứ Mệnh 36 Giờ II - On Call 36小時 II"
28/03/2013: 今日VIP - The Green Room - #57 - Vai trò khách mời, tuyên truyền phim "Tình Nghịch Tam Thế Duyên" 
27/05/2013: 超級無敵獎門人終極篇 - Super Trio Maximus - Tập 04 - Vai trò khách mời
01/07/2013: 反斗紅星放暑假 - Summer Stars Gone Wild - Tập 01 - Vai trò khách mời
20/07/2013: 寵愛wakaka - Reigning Cats and Dogs - Tập 02 - Vai trò khách mời
11/11/2013: 今日VIP - The Green Room - #219 - Vai trò khách mời, tuyên truyền phim "Sứ Mệnh 36 Giờ II - On Call 36小時 II" 
08/12/2013: 吾淑吾食 第一輯 - Eating Well With Madam Wong - Phần 01 tập 06 - Vai trò khách mời
23/08/2014: 區區有鬼故 - Neighborhood Ghost Stories - Tập 05 - Nữ chính tham gia câu chuyện
13/09/2014: 街頭魔法王2 - Street Sorcerers 2 - Tập 09 - Vai trò khách mời
21/09/2014: 甜心先生 - Sweet Corner - Kỳ 210 - Vai trò khách mời
20/10/2014: 創新經典 TVB邁向48年 (台慶亮燈儀式) - Biểu diễn ca múa《醉人女神》
27/12/2014: 星級健康 第2輯 - Wellness On The Go - Phần 2 tập 07 - Vai trò khách mời
01/02/2015: 今晚睇李 - Sze U Tonight -  Tập 01 - Vai trò khách mời
08/02/2015: 明星愛廚房 - Feastival a la Stars - Tập 07 - Vai trò khách mời
06/03/2015: 東張西望 - Scoop -  Tập 07 - Phỏng vấn khách mời
15/03/2015: 今晚睇李 - Sze U Tonight -  Tập 07 - Vai trò khách mời
25/07/2015: 夜宵磨 第三辑 - Midnight Munchies -  Phần 3 tập 01 - Vai trò khách mời
01/08/2015: 過節 - World's Great Parties - Tập 07 - Chủ trì tiết mục10/08/2015: 今日VIP - The Green Room - #158 - Vai trò khách mời, tuyên truyền phim "Chuyên Gia Gỡ Rối"
13/08/2015: 超強選擇1分鐘 - The Million Dollar Minute - Tập 19 - Vai trò khách mời
23/08/2015: 甜心先生 - Jerry Maguire - Tập 44 - Vai trò khách mời
04/09/2015: 精伶童學會 - Smarty Pants - Tập 01 - Vai trò khách mời
19/11/2015: 萬千星輝賀台慶2015 - TVB Anniversary Gala Show 2015 - 《勁秋靚聲王》
28/11/2015: TVB馬來西亞星光薈萃頒獎典禮2015 - TVB Star Awards Malaysia 2015 - Tiết mục ca múa khai mạc
22/08/2016: 今日VIP - The Green Room - #156 - Vai trò khách mời, tuyên truyền phim "Người Bố Thân Yêu"
27/08/2016: 區區開伙 - Chow HK Block to Block - Tập 09 - Vai trò khách mời
11/10/2016: 兄弟幫 BBC - Big Boys Club - Tập 1685 - Vai trò khách mời, tuyên truyền phim "Luật Chính Cường Nhân/Luật Sư Đại Tài"
11/10/2016: 兄弟幫 BBC - Big Boys Club - Tập 1686 - Vai trò khách mời, tuyên truyền phim "Luật Chính Cường Nhân/Luật Sư Đại Tài"
19/11/2016: 萬千星輝賀台慶2016 - TVB Anniversary Gala Show 2016 - Kịch vui nhộn 《最佳對手搞搞震》《智靚合唱團》
26/11/2016: TVB馬來西亞星光薈萃頒獎典禮2016 - TVB Star Awards Malaysia 2016 - Tiết mục ca múa khai mạc《一起向前 - Cùng Nhau Tiến Lên》  
22/01/2017: 街坊廚神舌戰東京 - Neighborhood Gourmet 4 - Tập 11 - Vai trò khách mời
08/07/2017: 一起跑過的日子 - Shall We Run - Tập 02 - Chủ trì tiết mục
28/10/2017: 我係小廚神3 - Chef Minor - Tập 08 - Vai trò khách mời
14/11/2017: 我愛EYT - EYT Anniversary Edition - Tập 02 - Vai trò khách mời
19/11/2017: 萬千星輝賀台慶2017 - TVB Anniversary Gala Show 2017 - 50 hoa đán cùng ca múa khai mạc chương trình
02/12/2017: 歡樂滿東華2017 - Tung Wah Charity Show 2017 - Cùng nhảy với một số nghệ sĩ khác
11/12/2017: TVB Anywhere澳門電訊星級娛樂服務啟動禮 - Biểu diễn ca hát
2017: 胡說八道真情假期 - The Sisterhood Traveling Gang - Chủ trì tiết mục (tập 1 - tập 6), quay tại Australia
27/01/2018: 慈善星輝仁濟夜2018 - Yan Chai Charity Show 2018 - Biểu diễn ảo thuật
19/02/2018: 今日VIP - The Green Room - #35 - Vai trò khách mời, tuyên truyền phim "Ba Người Phụ Nữ Một Nguyên Nhân/Tìm Lại Chính Mình"
04/03/2018: 深夜美食團 - Midnight Banquets - Tập 04 - Vai trò khách mời
12/04/2018: Do姐有問題 第二輯 - Do Did Eat - Tập 24 - Vai trò khách mời
14/04/2018: 降魔的 捉妖遊戲 - Battle for the Exorcist's Meter - Tập 01 - Chủ trì tiết mục 
15/04/2018: 降魔的 捉妖遊戲 - Battle for the Exorcist's Meter - Tập 02 - Chủ trì tiết mục
21/05/2018: 今日VIP - The Green Room - #100 - Vai trò khách mời, tuyên truyền phim "Phi Hổ Chi Tiềm Hành Cực Chiến/Phi Hổ Cực Chiến"
23/06/2018: 美女廚房 (第三輯) - Cooking Beauties - Tập 04 - Người tham dự
29/06/2018: Ben Sir睇樓團 第二輯 - Sir Ben Prop. Guide - Tập 10 - Vai trò khách mời
04/08/2018: Big Big小明星 - Big Big Little Star - Vai trò khách mời
22/07/2018: Big big channel大公司周年慶 - Big Big Channel 1st Anniversary All Star Gala - Tiết mục múa 《三個女人一個因 - Ba Người Phụ Nữ Một Nguyên Nhân》
25/08/2018: 美國華裔小姐競選2018 - Miss Chinese Beauty Pageant 2018 - Ca hát và nhảy múa
19/11/2018: 萬千星輝賀台慶2018 - TVB Anniversary Gala Show 2018 -《50+1》 Huỳnh Trí Văn cùng 50 nghệ sĩ trẻ khiêu vũ
01/12/2018: 美女廚房 (第三輯) - Cooking Beauties - Tập 20 - Người tham dự
10/02/2019: 深夜美食團 - Midnight Banquets - Tập 35 - Vai trò khách mời
07/04/2019: 娛樂大家2 - Liza's Online - Tập 04 - Vai trò khách mời
13/07/2019: Big Big小明星 - Big Big Little Star - Tập 107 - Vai trò khách mời
21/07/2019: Do姐有問題第三輯 - Do Did Eat  - Tập 01 - Vai trò khách mời
27/07/2019: Big Big小明星 - Big Big Little Star - Tập 109 - Vai trò khách mời
10/08/2019: Big Big小明星 - Big Big Little Star - Tập 111 - Vai trò khách mời
02/09/2019: 今日VIP - The Green Room - Tập 174 - Vai trò khách mời, tuyên truyền phim Đại Gia Hàng Xóm - 街坊財爺 - Neighborhood Finance
14/09/2019: 香港唱好演唱會 - Hợp ca ca khúc《眉頭不再猛皺》
06/10/2019: 娛樂大家2 - Liza's Online - Tập 08 - Vai trò khách mời
19/10/2019: 流行經典50年 - Cantopop At 50 - Tập 11 - Vai trò khách mời, trình diễn bài hát 唯獨你是不可取替  -Wei Du Ni Shi Bu Ke Qu Ti
10/11/2019: 黃智雯演唱會2019 (馬來西亞雲頂) - Liveshow Huỳnh Trí Văn 2019 (Malaysia) - Liveshow cá nhân
19/11/2019: 萬千星輝賀台慶2019 - TVB Anniversary Gala Show 2019 - Cùng Lê Nặc Ý biểu diễn khiêu vũ
27/11/2019: 兄弟幫 BBC - Big Boys Club - Tập 2478 - Vai trò khách mời, tuyên truyền hài kịch Đêm Nay Đánh Lão Hổ - 今晚打老虎
28/11/2019: 兄弟幫 BBC - Big Boys Club - Tập 2479 - Vai trò khách mời, tuyên truyền hài kịch Đêm Nay Đánh Lão Hổ - 今晚打老虎
07/12/2019: 歡樂滿東華2019 - Tung Wah Charity Show 2019 - Tuyên truyền vở kịch《今晚打老虎 - Đêm Nay Đánh Lão Hổ》
22/12/2019: 娛樂大家2 - Liza's Online - Tập 18 - Vai trò khách mời
23/12/2019: 姊妹淘3 - All Things Girl 3 - Tập 60 - Vai trò khách mời
2019: 一個因去跳舞 - Dancing For a Reason/Dancing Mandy - Chủ trì tiết mục (tổng 5 tập), quay tại Seoul - South Korea
01/01/2020: 今日VIP - The Green Room - Tập 1 - Vai trò khách mời, tuyên truyền hài kịch Đêm Nay Đánh Lão Hổ - 今晚打老虎
31/03/2020: 娛樂大家10點半 - Liza's Online- Tập 12 - Vai trò khách mời
01/05/2020: 姊妹淘3 - All Things Girl 3 - Tập 137 - Vai trò khách mời
10/05/2020: 你估我唔到 - Neighborhood Treasures - Tập 12 - Vai trò khách mời
11/06/2020: 兩個小生去Camping - The PakhoBen Outdoor Show - Tập 09 - Vai trò khách mời
15/07/2020: Do姐有問題 第四輯 - Do Did Eat - Tập 23 - Xuất hiện trên màn hình chiếu của chương trình
21/07/2020: Do姐有問題 第四輯 - Do Did Eat - Tập 27 - Vai trò khách mời
22/02/2021: 天天開運王第2輯 - Fortune Show - Tập 11 - Vai trò khách mời
23/05/2021: 諸朋好友 - Tập 15 - Vai trò khách mời
30/05/2021: 諸朋好友 - Tập 16 - Vai trò khách mời
20/06/2021: 開心大綜藝 - Have A Big Laugh - Tập 10 - Vai trò khách mời
08/11/2021 - 10/11/2021: 男神廚房 - Oppa's Cuisine - Tập 04,05,06 - Vai trò khách mời
19/11/2021: 萬千星輝賀台慶2021 - TVB Anniversary Gala Show 2021 - Trình diễn khiêu vũ trên không
13/11/2021: 你又估我唔到 - Neighborhood Treasures - Tập 11 - Vai trò khách mời
31/07/2022: 人生90好楓show - Trình diễn bài《陪着你走 - Bước Đi Cùng Em》
05/08/2022: 樓價有得估 - Game Of Valuers - Tập 02 - Vai trò khách mời
07/08/2022: 開心無敵獎門人 - Super Trio Returns - Tập 02 - Vai trò khách mời - Link
08/11/2022: 霎時再感動 One From The Heart 2022 - Tập 26 - Vai trò khách mời - Link
27/12/2022: 豪遊咖啡 Guru Coffee Tour - Tập 04 - Vai trò khách mời - Link
03/03/2023: 獎門人Ladies First感謝祭 - Phiên bản đặc biệt - Vai trò khách mời
04/07/2024: 尋找世界另一個我 台灣篇 - Tập 5 - Nhân vật chính - Link
05/07/2024: 尋找世界另一個我 台灣篇 - Tập 6 - Nhân vật chính - Link